# 平井一夫
平井一夫（1960年12月22日—），日本實業家。生於東京都，前任索尼公司董事和會長（日語：取締役会長）。2012年4月任社長兼CEO（日語：最高経営責任者），至2018年4月卸任社長和CEO职务，改任会长，索尼電腦娛樂（SCEI）董事。2019年3月28日宣佈退休。
歷任索尼公司執行官、執行副總裁（日語：執行役EVP），負責網絡產品及服務集團、代表執行官、執行副社長，SCEI會長。在中國大陸，部分索尼粉絲會稱呼平井一夫為“姨夫”（是“一夫”的諧音）。

## 經歷

### 早年生活
出生於日本東京，因父親任職於銀行，從小隨著家人陸續在加拿大、美國住過一段時間。小學在紐約就讀，中學則在加拿大，十五歲時回國就讀ASIJ高中（American School In Japan），因此英文極為流利。平井的高中生活相當多采多姿，除了加入學校的電腦社團外，也是摔角校隊的一員，亦擔任學校攝影一職。
在高中畢業紀念冊上，同學們對他留下了以下形容：
|  | kazu...photomania...JapanSem...mature...quite...vests...fluent Japanese...lives in AV room...MRC...sophisticated...computer...wrestler...intelligent...returnee...unique walk...slim...car freak |

就讀大學時，平井也以翻譯汽車的操作手冊及當英文家教等方法打工。
1984年於國際基督教大學（ICU）畢業後，加入CBS/Sony公司（現日本索尼音樂娛樂），負責行銷業務。

### 索尼電腦娛樂期間
1995年5月，應時任索尼音樂娛樂（SME）和索尼電腦娛樂（SCEI）副社長丸山茂雄的要求，參加PlayStation在北美的發售業務；8月，正式加入索尼電腦娛樂美國（SCEA），擔任丸山的口譯。之後，平井一夫歷任SCEA執行副總裁兼首席運營官COO（日語：最高執行責任者）、SCEI執行官（日語：執行役員）、SCEA社長兼首席運營官（COO），2003年擔任SCEA社長兼CEO，2006年擔任SCEI執行官、執行副總裁。對於PlayStation品牌在美國的成長，平井一夫作出了卓越的貢獻，在美國市場中平井花費了相當大的心力，甚至經常親自開車到各地與商家談判。
2006年12月，平井從有「PlayStation之父」之稱的久多良木健手中接任SCEI社長兼首席運營官COO（日語：最高執行責任者），次年升任SCEI集團社長兼CEO（SCEA会长）。當時PS3銷售狀況不佳，推出時間較Xbox 360為晚，價格則是任天堂Wii的兩倍。但平井改變針對PS3的銷售策略，使其回歸單純的遊戲機角色，改进藍光等功能，並與遊戲公司加強合作，使遊戲來源更加多元化。結果PS3與其他品牌的遊戲機產生差異化，也逐漸贏回消費者的喜愛。
執掌SCEI期間，PSP掌機和PS3遊戲機的銷售情況都有明顯的改善，也使SCEI於2010年成功轉虧為盈。在電腦娛樂部門的傑出表現使得平井一夫於2009年被任命為索尼公司執行官、執行副總裁（日語：執行役EVP），主管網路產品與服務集團，並於同年兼任索尼公司董事（日語：取締役）。
2011年4月1日，出任索尼公司代表執行官、執行副社長，也是外界最看好時任會長兼社長霍华德·斯金格的接班人選。

### 就任索尼社長與改革：One Sony
2011財年，索尼虧損達4566億日圓。2012年4月1日，平井一夫接替霍华德·斯金格出任索尼公司代表公司執行官、社長兼CEO（日語：最高経営責任者），不設會長(Chairman)，他提出了「One Sony」的改革計畫。
上任社長之初，平井便開始進行一連串削減成本的決策:
1. 宣布2012年度裁員一萬人，佔全球十六萬員工的百分之六左右。
2. 2012年5月，終止與夏普在面板與液晶模組的製造及銷售業務上的合作。
3. 2012年6月，以約400億日圓價格出售化學部門。
4. 2013年3月，解散光碟機部門。

除了降低成本外，平井也將焦點放在併購或與有潛力的公司合作。
1. 2012年7月，以3.8億美元收購雲端遊戲串流公司Gaikai（英语：Gaikai）[4]。
2. 2012年8月，收購So-net剩餘股份，使其成為全資子公司。
3. 2012年12月，與奧林巴斯合資成立醫療業務公司。

索尼2012年度財報淨利潤430億日元，是自2008年來的首次營利。

### 卸任
平井一夫自2018年4月1日起不再继续留任CEO，CFO吉田宪一郎将成为他的接替者，而平井一夫则会担任会長。他于2019年6月18日卸任索尼的会长一职，仅担任公司的高级顾问。